# Rinaldo Uggeri
Rinaldo Uggeri (Lodi, ...) è un ex hockeista su pista e allenatore di hockey su pista italiano.

## Palmarès

### Giocatore
- Campionato italiano: 1

Amatori Lodi: 1980-1981
- Coppa Italia: 1

Amatori Lodi: 1978

### Allenatore
- Coppa CERS/WSE: 1

Amatori Lodi: 1986-1987